# Museo Kon-Tiki
Il museo Kon-Tiki (in lingua norvegese Kon-Tiki Museet) è un museo dedicato alla spedizione Kon-Tiki, intrapresa nel 1947 da Thor Heyerdahl e da 5 suoi compagni attraverso l'Oceano Pacifico. È situato nella penisola di Bygdøy ad Oslo, capitale della Norvegia.

## Il museo
Il museo ospita la zattera in balsa e anche l'imbarcazione della spedizione Ra II (1970), insieme a cimeli originali di ognuna delle famose spedizioni di Heyerdahl: Fatu Hiva (1937-38), Kon-Tiki (1947), Isola di Pasqua (1955-56 e 1986-88), Ra e Ra II (1969 e 1970) e Tigris (1977-78)
Il museo fu aperto in una struttura provvisoria nel 1949 dallo stesso Heyerdal e dal compagno di spedizione Knut Haugland, che lo diresse per i successivi 40 anni. Nel 1957 fu aperta la struttura odierna, progettata dagli architetti F.S. Platou e Otto Torgersen. Nel 1978 Torgersen progettò la sua estensione. Tra le altre cose, vi è un'area separata dedicata ad esposizioni temporanee; una caverna percorribile di 30 metri; un'esibizione subacquea contenente la riproduzione fedele di uno squalo balena di 10 metri; ed un'area souvenir. Il museo Kon-Tiki ospita anche un cinema, dove viene quotidianamente proiettato alle 12:00 il film originale "Kon-Tiki", che nel 1951 si aggiudicò il premio Oscar per il miglior documentario.
Parte integrante del museo è anche l'istituto di ricerca archeologica "Thor Heyerdahl's Research Foundation", la cui biblioteca contenente oltre 8000 libri è stata dichiarata dall'UNESCO nel 2011 "Memory of the World", per via delle preziose collezioni di foto, materiale filmografico e manoscritti di Heyerdahl. Il museo è situato nei pressi di diversi altri musei, che includono il Museo Fram, il Norsk Maritimt Museum, il Museo delle navi vichinghe, e il Norsk Folkemuseum.